# Jerchel (Altmarkkreis Salzwedel)
Jerchel è una frazione (Ortsteil) del comune tedesco di Gardelegen, situato nel circondario di Altmark Salzwedel, nel land della Sassonia-Anhalt.
Fino al 31 dicembre 2010 era un comune autonomo.
Il centro abitato è un tipico rundling. L'attività tradizionale è l'allevamento di cavalli.
Nella chiesa si trova un altare intagliato del 1516, fra i più antichi della regione.